# Ludinowo
Ludinowo (ros. Людиново) – miasto w środkowej Rosji, w obwodzie kałuskim nad rzeką Niepołoć. Prawa miejskie od 1938 roku. Około 41,4 tys. mieszkańców (2005).